# Trận Sena Gallica
Trận Sena Gallica là một trận hải chiến ngoài khơi bờ biển Adriatic thuộc nước Ý trong mùa thu năm 551 giữa Đế quốc Đông La Mã và một hạm đội của người Ostrogoth, trong cuộc Chiến tranh Gothic (535-554). Nó đánh dấu sự kết thúc sự thống trị của người Goth ở vùng biển của La Mã, và bắt đầu trỗi dậy của người Byzantine trong cuộc chiến tranh dưới sự lãnh đạo của Narses.
Đó cũng là trận đánh lớn cuối cùng chiến đấu trong biển Địa Trung Hải trong hơn một thế kỷ, cho đến khi có trận Masts vào năm 655.

## Ý nghĩa của trận chiến
Quân đội hai bên xấp xỉ gần như bằng nhau, hai chỉ huy hạm đội Ostrogoth, Indulf và Gibal (các cựu sĩ quan cũ của Belisarius), muốn giải quyết nhanh gọn người La Mã trong trận chiến ngay lập tức, và căng buồm để vào trận đánh.
Không giống như các cuộc hải chiến thời trước đó, Các tàu chiến của thế kỷ thứ 6 không tính năng rams, hải chiến được tiến hành bằng cách hai bên bắn hỏa châu vào nhau và rồi xung phong đánh giáp lá cà để chiếm tàu của đổi phương. Trong hình thức chiến đấu kiểu này, kinh nghiệm và khả năng duy trì đội hình của các tàu chiến được coi là cực kỳ thiết yếu, và các thủy thủ đoàn dày dạn kinh nghiệm của Byzantine hoàn toàn chiếm lợi thế so với các thủy thủ đoàn thiếu kinh nghiệm của người Goth. Ngay sau đó trong cái nóng của trận đánh, một số tàu Goth trôi dạt ra khỏi đội hình chính và dễ dàng bị phá hủy, trong khi những tàu khác lại bơi quá gần với nhau nên không thể cơ động. Cuối cùng, các tàu chiến của người Goth hoàn toàn mệt mỏi tan rã và hạm đội tàu của họ quay đầu bỏ chạy ngay như khi họ có cơ hội. Họ đã mất 36 tàu, và Gibal bị bắt, trong khi Indulf với phần còn lại bỏ chạy theo hướng Ancona. Ngay sau khi ông ta đến gần trại quân bộ binh của người Goth, ông ta lao tàu của mình lên bờ và đốt chúng.
Thất bại đáng kinh ngạc này đã làm mất nhuệ khí của lực lượng bộ binh người Goth, và ngay lập tức họ từ bỏ cuộc vây hãm cứ điểm Ancona và rút lui. Theo ngay sau đó là một loạt những thành công của người Đông La Mã, và trận Sena Gallica thực sự có thể được coi là đánh dấu sự khởi đầu của một bước ngoặt làm thay đổi hoàn toàn tình hình chiến sự, từ phía đang diễn biến có lợi cho người Goth sang phía Đông đế quốc Byzantine.